# 王龙村陀罗尼经幢
王龙村陀罗尼经幢，又称“固安经幢”，位于河北省固安县牛驼镇王龙村西。是一座建于辽代圣宗朝的经幢。现为河北省文物保护单位。

## 历史
经幢是一种出现于唐代的佛教石刻，其上所刻多为《佛顶尊胜陀罗尼经》。辽、金时期，佛教兴盛，各地流行兴建陀罗尼经幢。王龙村陀罗尼经幢建于辽代，原为寺庙附属，明嘉靖十年（1531年）、崇祯四年（1631年）重修。1976年，经幢被重新发现，并于1982年列入省级文物保护单位名单。

## 建筑形制
王龙村经幢高6米，汉白玉制，由座、身、顶三部分组成。幢座下有青砖铺砌的八角形基底，上有石质八角覆莲基座和盘状石雕。幢身共四层，各层均为等边八面柱体，各角雕刻有衔环兽头，并以幔帐相连，各面雕刻有乐伎、飞天、瑞乌和祥云图案，最上层为八角攒尖式，上雕瓦垄。幢顶部为葫芦形刹。

## 刻画内容
经幢最下层八棱形石柱以楷书阳文刻有《佛顶尊胜陀罗尼经》。第二层正南面刻着楷书大字：“神赞天辅皇帝万岁，齐天彰德皇后，储君亲王公主千秋，特建消灾报国佛顶尊胜陀罗尼经幢”，其他各面刻《佛说般若波罗密多心经》。